# Gonzalo Camet Piccone
Fernando Martín Gonzalo Camet Piccone es un empresario peruano Gerente General en JJC Contratistas Generales, una de las empresas socias de la constructora brasileña Odebrecht en la adjudicación de los tramos 2 y 3 de la carretera Interoceánica sur. El 4 de diciembre de 2017 el Juez Richard Concepción Carhuancho dictó 18 meses de prisión preventiva contra él y otros 3 empresarios por el delito de colusión y lavado de activos en el marco de las investigaciones por el caso de corrupción Lava Jato.